# Hongyan Tampa
Hongyan Tampa — крупнотоннажный грузовой автомобиль, выпускаемый китайской компанией SAIC Iveco Hongyan с 2008 года.

## История
Автомобиль Hongyan Tampa впервые был представлен в 2008 году. На его базе производятся седельные тягачи, самосвалы и бортовые грузовики.
Модель оснащается дизельными двигателями внутреннего сгорания серии Weichai. Она оборудована обтекаемой кабиной, соответствует стандарту ECE R29 и успешно прошла краш-тест.